# Upałty Małe
Upałty Małe (niem. Klein Upalten) – osada w Polsce położona na Mazurach, w województwie warmińsko-mazurskim, w powiecie giżyckim, w gminie Giżycko.
Wieś leży około 8 km na wschód  Giżycka 
W latach 1975–1998 miejscowość należała administracyjnie do województwa suwalskiego.
Inne miejscowości o nazwie Upałty: Upałty